# 萝北厅
萝北厅，清朝的厅。
光绪三十四年（1908年）由黑龙江巡抚奏准，拟于托萝山北（今黑龙江省萝北县北兴东镇）设置萝北直隶厅，归兴东道管辖。终因条件所限，从缓设置。中华民国成立后，兴东道裁撤，于其地设萝北厅设治局。